# Don Donovan
Don Donovan (23 de diciembre de 1929 - 26 de septiembre de 2013) fue un jugador de fútbol profesional y mánager irlandés.

## Carrera
Fue un lateral derecho que jugó en el Everton F.C. y Grimsby Town. Donovan se unió a Everton en 1951 en el fútbol menor de Irlanda y pasó a jugar 187 veces para The Toffees donde anotó solo dos veces. En agosto de 1958, fue trasladado a Grimsby Town por un precio de 5.000 EUR, donde jugó hasta 1964 antes de convertirse en director del Boston United. Tuvo un gran éxito en Boston, ganando títulos de Liga en cada una de sus tres temporadas con el club.
A nivel internacional, representó a la República de Irlanda, cinco veces al nivel más elevado de hacer su debut en noviembre de 1954.

## Muerte
Donovan murió el 26 de septiembre de 2013.